# Alberto D’Aversa
Alberto D’Aversa (* 4. März 1920 in Casarano; † 21. Juni 1969 in São Paulo, Brasilien) war ein italienischer Filmregisseur und Theaterschaffender.

## Leben
D’Aversa erhielt die Regisseursausbildung an der Accademia d’Arte Drammatica und vollendete den in den Wirren des Zweiten Weltkrieges – während dessen er auch als Armeeangehöriger an der Kamera tätig war – unter verschiedenen Regisseuren entstandenen und mehrfach unterbrochenen Film 07… tassi, an dem auch Marcello Pagliero und Riccardo Freda beteiligt waren. D’Aversa engagierte sich nun mehrheitlich am Theater; für das Kino brachte er nach zwei Filmen als Regieassistent 1949 Una voce nel tuo cuore, den er auch geschrieben hatte, auf die Leinwand. Der Erfolg blieb aus; D’Aversa emigrierte nach Argentinien, später nach Brasilien.
Bereits 1947 hatte er durch eine Tournee Südamerika kennengelernt, wo er nach seiner Ankunft 1950 zunächst zahlreiche Stücke inszenierte und sich einen Namen als Komödienregisseur machte. Ab 1953 lehrte er an der Universidad Nacional de La Plata. Vier Jahre später flüchtete er vor dem Peronismus nach Brasilien, wo er weiterhin als Regisseur und Dozent wirkte. Neben seinen Arbeiten für die Bühne inszenierte er in Argentinien in Zusammenarbeit mit Armando Bó fünf, in Brasilien Mitte der 1960er Jahre zwei weitere Filme.

## Filmografie
- 1943: 07… tassi (komplettiert)
- 1949: Una voce bel tuo cuore
- 1966: Tres histórias de amor